# Ferenc Tóth
Ferenc Tóth (Szeged, Hungría, 8 de febrero de 1909-Budapest, 26 de febrero de 1981) fue un deportista húngaro especialista en lucha grecorromana donde llegó a ser medallista de bronce olímpico en Londres 1948.

## Carrera deportiva
En los Juegos Olímpicos de 1948 celebrados en Londres ganó la medalla de bronce en lucha grecorromana estilo peso pluma, tras el turco Mehmet Oktav (oro) y el sueco Olle Anderberg (plata).